# Argentina en la Copa Mundial Femenina de Fútbol de 2019
La selección de Argentina fue uno de los 24 equipos participantes en la Copa Mundial Femenina de Fútbol de 2019. El torneo se llevó a cabo del 7 de junio al 7 de julio en Francia.
Fue la tercera participación de Argentina, que formó parte del Grupo D, junto a Escocia, Inglaterra y Japón.

## Clasificación

### Tabla de posiciones

#### Primera fase
| Selección | Pts | PJ | PG | PE | PP | GF | GC | Dif |
| --------- | --- | -- | -- | -- | -- | -- | -- | --- |
| Brasil    | 12  | 4  | 4  | 0  | 0  | 22 | 1  | 21  |
| Argentina | 9   | 4  | 3  | 0  | 1  | 12 | 6  | 6   |
| Venezuela | 6   | 4  | 2  | 0  | 2  | 9  | 6  | 3   |
| Bolivia   | 3   | 4  | 1  | 0  | 3  | 1  | 18 | −17 |
| Ecuador   | 0   | 4  | 0  | 0  | 4  | 3  | 16 | −13 |

|  | Clasificados a la segunda fase. |

#### Segunda fase
| Selección | Pts | PJ | PG | PE | PP | GF | GC | Dif |
| --------- | --- | -- | -- | -- | -- | -- | -- | --- |
| Brasil    | 9   | 3  | 3  | 0  | 0  | 9  | 1  | 8   |
| Chile     | 4   | 3  | 1  | 1  | 1  | 5  | 3  | 2   |
| Argentina | 3   | 3  | 1  | 0  | 2  | 3  | 8  | −5  |
| Colombia  | 1   | 3  | 0  | 1  | 2  | 1  | 6  | −5  |

|  | Clasificado para la Copa Mundial de Fútbol de 2019.                    |
|  | Clasificado para el repechaje para los Copa Mundial de Fútbol de 2019. |

### Partidos
| Fecha               | Lugar     | Instancia    |           |                      | Resultado |                      |           |
| ------------------- | --------- | ------------ | --------- | -------------------- | --------- | -------------------- | --------- |
| 5 de abril de 2018  | Coquimbo  | Primera fase | Brasil    | Bandera de Brasil    | 3:1 (1:0) | Bandera de Argentina | Argentina |
| 7 de abril de 2018  | Coquimbo  | Primera fase | Argentina | Bandera de Argentina | 3:0 (2:0) | Bandera de Bolivia   | Bolivia   |
| 9 de abril de 2018  | Coquimbo  | Primera fase | Ecuador   | Bandera de Ecuador   | 3:6 (2:5) | Bandera de Argentina | Argentina |
| 13 de abril de 2018 | Coquimbo  | Primera fase | Argentina | Bandera de Argentina | 2:0 (1:0) | Bandera de Venezuela | Venezuela |
| 16 de abril de 2018 | La Serena | Fase final   | Colombia  | Bandera de Colombia  | 1:3 (1:0) | Bandera de Argentina | Argentina |
| 19 de abril de 2018 | La Serena | Fase final   | Brasil    | Bandera de Brasil    | 3:0 (0:0) | Bandera de Argentina | Argentina |
| 22 de abril de 2018 | La Serena | Fase final   | Chile     | Bandera de Chile     | 4:0 (3:0) | Bandera de Argentina | Argentina |

### Repesca frente a Panamá

#### Partido de ida
| 8 de noviembre de 2018 | Argentina                                                     | 4:0 (2:0) | Panamá | Estadio Julio Grondona, Sarandí                                 |                                                                 |
| 19:00 (UTC-3)          | Larroquette 20' · Stabile 26', 90+7' (pen.) · Rodríguez 90+4' | Reporte   |        | Asistencia: Sin datos sobre espectadores Árbitra: Jana Adámková | Asistencia: Sin datos sobre espectadores Árbitra: Jana Adámková |

| Uniformes | Uniformes |
| --------- | --------- |
|           |           |

#### Partido de vuelta
| 13 de noviembre de 2018 | Panamá    | 1:1 (1:0) | Argentina      | Estadio Rommel Fernández, Ciudad de Panamá                           |                                                                      |
| 20:00 (UTC-5)           | Mills 37' | Reporte   | Bonsegundo 65' | Asistencia: Sin datos sobre espectadores Árbitro(s): Kateryna Monzul | Asistencia: Sin datos sobre espectadores Árbitro(s): Kateryna Monzul |

| Uniformes | Uniformes |
| --------- | --------- |
|           |           |

## Preparación

### Partidos previos
| Fecha                 | Lugar     | Competición |           |                      | Resultado |                          |               |
| --------------------- | --------- | ----------- | --------- | -------------------- | --------- | ------------------------ | ------------- |
| 28 de febrero de 2019 | Sídney    | Amistoso    | Argentina | Bandera de Argentina | 0:5 (0:1) | Bandera de Corea del Sur | Corea del Sur |
| 3 de marzo de 2019    | Brisbane  | Amistoso    | Argentina | Bandera de Argentina | 0:2 (0:0) | Bandera de Nueva Zelanda | Nueva Zelanda |
| 6 de marzo de 2019    | Melbourne | Amistoso    | Australia | Bandera de Australia | 3:0 (2:0) | Bandera de Argentina     | Argentina     |
| 23 de mayo de 2019    | La Punta  | Amistoso    | Argentina | Bandera de Argentina | 3:1 (2:0) | Bandera de Uruguay       | Uruguay       |

#### Argentina vs. Corea del Sur
| 28 de febrero de 2019 | Argentina | 0:5 (0:1) | Corea del Sur                                                          | Leichhardt Oval, Sídney                                            |                                                                    |
| 15:35 (UTC+10)        |           | Reporte   | Moon Mi-ra 4' · Son Hwa-yeon 53' · Lee So-dam 56' · Ji So-yun 68', 75' | Asistencia: Sin datos sobre espectadores Árbitro(s): Casey Reibelt | Asistencia: Sin datos sobre espectadores Árbitro(s): Casey Reibelt |

| Uniformes | Uniformes |
| --------- | --------- |
|           |           |

#### Argentina vs. Nueva Zelanda
| 3 de marzo de 2019 | Argentina | 0:2 (0:0) | Nueva Zelanda       | Estadio Suncorp, Brisbane                                     |                                                               |
| 15:05 (UTC+10)     |           | Reporte   | Rood 50' · Bott 70' | Asistencia: Sin datos sobre espectadores Árbitro(s): Lara Lee | Asistencia: Sin datos sobre espectadores Árbitro(s): Lara Lee |

| Uniformes | Uniformes |
| --------- | --------- |
|           |           |

#### Australia vs. Argentina
| 6 de marzo de 2019 | Australia                                  | 3:0 (2:0) | Argentina | AAMI Park, Melbourne                                                 |                                                                      |
| 17:00 (UTC+10)     | Kerr 4' · Kennedy 33' · Foord 90+4' (pen.) | Reporte   |           | Asistencia: Sin datos sobre espectadores Árbitro(s): Fusako Kajiyama | Asistencia: Sin datos sobre espectadores Árbitro(s): Fusako Kajiyama |

| Uniformes | Uniformes |
| --------- | --------- |
|           |           |

#### Argentina vs. Uruguay
| 23 de mayo de 2019 | Argentina                                        | 3:1 (2:0) | Uruguay   | Estadio Provincial, La Punta                                         |                                                                      |
| 20:10 (UTC-3)      | Bonsegundo 19' · Jaimes 37' · Potassa 76' (pen.) | Reporte   | Viana 87' | Asistencia: Sin datos sobre espectadores Árbitro(s): Salomé di Iorio | Asistencia: Sin datos sobre espectadores Árbitro(s): Salomé di Iorio |

| Uniformes | Uniformes |
| --------- | --------- |
|           |           |

## Uniforme

### Oficial
| Opción 1 | Opción 2 | Opción 3 | Opción 4 |

### Alternativo
| Opción 1 | Opción 2 | Opción 3 | Opción 4 |

## Plantel

### Lista final
Datos correspondientes al día de inicio del torneo
| N.º |                                                | Nombre               | Posición       | Edad    | PJ | G  | Equipo                  |
| --- | ---------------------------------------------- | -------------------- | -------------- | ------- | -- | -- | ----------------------- |
| 1   | Bandera de la Provincia de Santa Fe            | Vanina Correa        | Guardameta     | 35 años | 31 | 0  | Rosario Central         |
| 12  | Bandera de Estados Unidos                      | Gabriela Garton      | Guardameta     | 29 años | 2  | 0  | Agente libre            |
| 23  | Bandera de la Provincia de Tucumán             | Solana Pereyra       | Guardameta     | 20 años | 0  | 0  | UAI Urquiza             |
| 2   | Bandera de la Provincia de Buenos Aires        | Agustina Barroso     | Defensa        | 26 años | 36 | 0  | Madrid                  |
| 3   | Bandera de la Provincia de Buenos Aires        | Eliana Stabile       | Defensa        | 25 años | 13 | 2  | Boca Juniors            |
| 4   | Bandera de la Provincia de Buenos Aires        | Adriana Sachs        | Defensa        | 25 años | 24 | 0  | UAI Urquiza             |
| 6   | Bandera de la Ciudad de Buenos Aires           | Aldana Cometti       | Defensa        | 23 años | 32 | 3  | Sevilla                 |
| 13  | Bandera de la Provincia de Santa Fe            | Virginia Gómez       | Defensa        | 28 años | 8  | 0  | Rosario Central         |
| 18  | Bandera de la Ciudad de Buenos Aires           | Gabriela Chávez      | Defensa        | 30 años | 18 | 0  | River Plate             |
| 21  | Bandera de Estados Unidos                      | Natalie Juncos       | Defensa        | 28 años | 6  | 0  | Agente libre            |
| 5   | Bandera de la Provincia de Buenos Aires        | Vanesa Santana       | Centrocampista | 28 años | 31 | 0  | Logroño                 |
| 8   | Bandera de la Provincia de Salta               | Ruth Bravo           | Centrocampista | 27 años | 18 | 1  | Tacón                   |
| 10  | Bandera de la Provincia de Mendoza             | Estefanía Banini     | Centrocampista | 28 años | 32 | 9  | Levante                 |
| 11  | Bandera de la Provincia de Córdoba             | Florencia Bonsegundo | Centrocampista | 25 años | 34 | 10 | Sporting Club de Huelva |
| 14  | Bandera de la Provincia del Río Negro          | Miriam Mayorga       | Centrocampista | 29 años | 9  | 0  | UAI Urquiza             |
| 16  | Bandera de la Provincia de Buenos Aires        | Lorena Benítez       | Centrocampista | 20 años | 2  | 0  | Boca Juniors            |
| 17  | Bandera de la Provincia de Santiago del Estero | Mariela Coronel      | Centrocampista | 37 años | 34 | 2  | Granada                 |
| 19  | Bandera de la Provincia de Buenos Aires        | Mariana Larroquette  | Centrocampista | 26 años | 36 | 8  | UAI Urquiza             |
| 20  | Bandera de la Ciudad de Buenos Aires           | Dalila Ippolito      | Centrocampista | 17 años | 1  | 0  | River Plate             |
| 7   | Bandera de la Provincia de Entre Ríos          | Yael Oviedo          | Delantero      | 27 años | 24 | 2  | Rayo Vallecano          |
| 9   | Bandera de la Provincia de Entre Ríos          | Soledad Jaimes       | Delantero      | 30 años | 21 | 5  | Olympique de Lyon       |
| 15  | Bandera de la Provincia de Santa Fe            | Belén Potassa        | Delantero      | 30 años | 28 | 7  | UAI Urquiza             |
| 22  | Bandera de la Provincia de Buenos Aires        | Milagros Menéndez    | Delantero      | 22 años | 3  | 0  | UAI Urquiza             |
|     | Bandera de la Provincia de Buenos Aires        | Carlos Borrello      | Entrenador     | 63 años |    |    |                         |

## Participación
- Los horarios son correspondientes a la hora local de Francia (UTC+2).

### Partidos
| Fecha       | Lugar    | Instancia      |            |                       | Resultado |                      |           |
| ----------- | -------- | -------------- | ---------- | --------------------- | --------- | -------------------- | --------- |
| 10 de junio | París    | Fase de grupos | Argentina  | Bandera de Argentina  | 0:0       | Bandera de Japón     | Japón     |
| 14 de junio | El Havre | Fase de grupos | Inglaterra | Bandera de Inglaterra | 1:0 (0:0) | Bandera de Argentina | Argentina |
| 19 de junio | París    | Fase de grupos | Escocia    | Bandera de Escocia    | 3:3 (1:0) | Bandera de Argentina | Argentina |

### Fase de grupos - Grupo D
| Selección  | Pts | PJ | PG | PE | PP | GF | GC | Dif |
| ---------- | --- | -- | -- | -- | -- | -- | -- | --- |
| Inglaterra | 9   | 3  | 3  | 0  | 0  | 5  | 1  | 4   |
| Japón      | 4   | 3  | 1  | 1  | 1  | 2  | 3  | −1  |
| Argentina  | 2   | 3  | 0  | 2  | 1  | 3  | 4  | −1  |
| Escocia    | 1   | 3  | 0  | 1  | 2  | 5  | 7  | −2  |

|  | Clasificados a los octavos de final. |

### Mejores terceros
| Selección | Grupo | Pts | PJ | PG | PE | PP | GF | GC | Dif |
| --------- | ----- | --- | -- | -- | -- | -- | -- | -- | --- |
| Brasil    | C     | 6   | 3  | 2  | 0  | 1  | 6  | 3  | 3   |
| China     | B     | 4   | 3  | 1  | 1  | 1  | 1  | 1  | 0   |
| Camerún   | E     | 3   | 3  | 1  | 0  | 2  | 3  | 5  | −2  |
| Nigeria   | A     | 3   | 3  | 1  | 0  | 2  | 2  | 4  | −2  |
| Chile     | F     | 3   | 3  | 1  | 0  | 2  | 2  | 5  | −3  |
| Argentina | D     | 2   | 3  | 0  | 2  | 1  | 3  | 4  | −1  |

|  | Clasificados a los octavos de final. |

#### Argentina vs. Japón
| 10 de junio, 18:00 | Argentina | 0:0     | Japón | Parque de los Príncipes, París                                                     |                                                                                    |
|                    |           | Reporte |       | Asistencia: 25 055 espectadores Árbitro(s): Stéphanie Frappart VAR: Clément Turpin | Asistencia: 25 055 espectadores Árbitro(s): Stéphanie Frappart VAR: Clément Turpin |

| 1          | Guardameta     | Vanina Correa        |     |
| 2          | Defensa        | Agustina Barroso     |     |
| 3          | Defensa        | Eliana Stabile       |     |
| 6          | Defensa        | Aldana Cometti       |     |
| 13         | Defensa        | Virginia Gómez       |     |
| 8          | Centrocampista | Ruth Bravo           | 63' |
| 10         | Centrocampista | Estefanía Banini     |     |
| 14         | Centrocampista | Miriam Mayorga       |     |
| 16         | Centrocampista | Lorena Benítez       | 78' |
| 9          | Delantero      | Soledad Jaimes       |     |
| 11         | Delantero      | Florencia Bonsegundo | 76' |
| Entrenador | Entrenador     | Carlos Borrello      |     |

| 18          | Guardameta     | Ayaka Yamashita |     |
| 3           | Defensa        | Aya Sameshima   |     |
| 4           | Defensa        | Saki Kumagai    |     |
| 12          | Defensa        | Moeka Minami    |     |
| 22          | Defensa        | Risa Shimizu    |     |
| 6           | Centrocampista | Hina Sugita     |     |
| 7           | Centrocampista | Emi Nakajima    | 73' |
| 14          | Centrocampista | Yui Hasegawa    |     |
| 17          | Centrocampista | Narumi Miura    |     |
| 9           | Delantero      | Yuika Sugasawa  | 89' |
| 20          | Delantero      | Kumi Yokoyama   | 56' |
| Entrenadora | Entrenadora    | Asako Takakura  |     |

| 5  | Centrocampista | Vanesa Santana      | 63' |
| 19 | Centrocampista | Mariana Larroquette | 76' |
| 17 | Centrocampista | Mariela Coronel     | 78' |

| 8  | Delantero      | Mana Iwabuchi  | 56' |
| 19 | Delantero      | Jun Endo       | 73' |
| 13 | Centrocampista | Saori Takarada | 89' |

| Amonestado | 37' | Risa Shimizu  |
| Amonestado | 45' | Hina Sugita   |
| Amonestado | 84' | Mana Iwabuchi |

| Árbitra             | Stéphanie Frappart      |
| Árbitras asistentes | Manuela Nicolosi        |
| Árbitras asistentes | Michelle O'Neill        |
| Cuarta árbitra      | Anna-Marie Keighley     |
| VAR                 | Clément Turpin          |
| Adicionales VAR     | Carlos del Cerro Grande |
| Adicionales VAR     | Kathryn Nesbitt         |

| 1          | Guardameta     | Vanina Correa        |     |
| 2          | Defensa        | Agustina Barroso     |     |
| 3          | Defensa        | Eliana Stabile       |     |
| 6          | Defensa        | Aldana Cometti       |     |
| 13         | Defensa        | Virginia Gómez       |     |
| 8          | Centrocampista | Ruth Bravo           | 63' |
| 10         | Centrocampista | Estefanía Banini     |     |
| 14         | Centrocampista | Miriam Mayorga       |     |
| 16         | Centrocampista | Lorena Benítez       | 78' |
| 9          | Delantero      | Soledad Jaimes       |     |
| 11         | Delantero      | Florencia Bonsegundo | 76' |
| Entrenador | Entrenador     | Carlos Borrello      |     |

| 18          | Guardameta     | Ayaka Yamashita |     |
| 3           | Defensa        | Aya Sameshima   |     |
| 4           | Defensa        | Saki Kumagai    |     |
| 12          | Defensa        | Moeka Minami    |     |
| 22          | Defensa        | Risa Shimizu    |     |
| 6           | Centrocampista | Hina Sugita     |     |
| 7           | Centrocampista | Emi Nakajima    | 73' |
| 14          | Centrocampista | Yui Hasegawa    |     |
| 17          | Centrocampista | Narumi Miura    |     |
| 9           | Delantero      | Yuika Sugasawa  | 89' |
| 20          | Delantero      | Kumi Yokoyama   | 56' |
| Entrenadora | Entrenadora    | Asako Takakura  |     |

| 5  | Centrocampista | Vanesa Santana      | 63' |
| 19 | Centrocampista | Mariana Larroquette | 76' |
| 17 | Centrocampista | Mariela Coronel     | 78' |

| 8  | Delantero      | Mana Iwabuchi  | 56' |
| 19 | Delantero      | Jun Endo       | 73' |
| 13 | Centrocampista | Saori Takarada | 89' |

| Amonestado | 37' | Risa Shimizu  |
| Amonestado | 45' | Hina Sugita   |
| Amonestado | 84' | Mana Iwabuchi |

| Árbitra             | Stéphanie Frappart      |
| Árbitras asistentes | Manuela Nicolosi        |
| Árbitras asistentes | Michelle O'Neill        |
| Cuarta árbitra      | Anna-Marie Keighley     |
| VAR                 | Clément Turpin          |
| Adicionales VAR     | Carlos del Cerro Grande |
| Adicionales VAR     | Kathryn Nesbitt         |

| Estadísticas      | Bandera de Argentina | Bandera de Japón |
| Tiros             | 5                    | 8                |
| Tiros a puerta    | 1                    | 2                |
| Faltas            | 7                    | 6                |
| Saques de esquina | 0                    | 5                |
| Penaltis          | 0                    | 0                |
| Fueras de juego   | 2                    | 0                |
| Posesión de balón | 28%                  | 72%              |

#### Inglaterra vs. Argentina
| 14 de junio, 21:00 | Inglaterra | 1:0 (0:0) | Argentina | Estadio Océano, El Havre                                                |                                                                         |
|                    | Taylor 61' | Reporte   |           | Asistencia: 20 294 espectadores Árbitro(s): Qin Liang VAR: Felix Zwayer | Asistencia: 20 294 espectadores Árbitro(s): Qin Liang VAR: Felix Zwayer |

| 13         | Guardameta     | Carly Telford      |     |
| 2          | Defensa        | Lucy Bronze        |     |
| 3          | Defensa        | Alex Greenwood     |     |
| 5          | Defensa        | Stephanie Houghton |     |
| 15         | Defensa        | Abbie McManus      |     |
| 8          | Centrocampista | Jill Scott         |     |
| 16         | Centrocampista | Jade Moore         |     |
| 7          | Delantero      | Nikita Parris      | 86' |
| 9          | Delantero      | Jodie Taylor       |     |
| 10         | Delantero      | Fran Kirby         | 88' |
| 22         | Delantero      | Beth Mead          | 80' |
| Entrenador | Entrenador     | Phil Neville       |     |

| 1          | Guardameta     | Vanina Correa        |     |
| 2          | Defensa        | Agustina Barroso     |     |
| 3          | Defensa        | Eliana Stabile       |     |
| 4          | Defensa        | Adriana Sachs        |     |
| 6          | Defensa        | Aldana Cometti       |     |
| 8          | Centrocampista | Ruth Bravo           |     |
| 10         | Centrocampista | Estefanía Banini     | 67' |
| 14         | Centrocampista | Miriam Mayorga       |     |
| 16         | Centrocampista | Lorena Benítez       | 76' |
| 9          | Delantero      | Soledad Jaimes       | 89' |
| 11         | Delantero      | Florencia Bonsegundo |     |
| Entrenador | Entrenador     | Carlos Borrello      |     |

| 19 | Centrocampista | Georgia Stanway | 80' |
| 17 | Defensa        | Rachel Daly     | 86' |
| 20 | Centrocampista | Karen Carney    | 88' |

| 19 | Centrocampista | Mariana Larroquette | 67' |
| 5  | Centrocampista | Vanesa Santana      | 76' |
| 7  | Centrocampista | Yael Oviedo         | 89' |

| Anotado | 61' | Jodie Taylor | 1:0 |

| Amonestado | 45+1' | Jade Moore |

| Amonestado | 38' | Aldana Cometti   |
| Amonestado | 68' | Agustina Barroso |

| Árbitra             | Qin Liang        |
| Árbitras asistentes | Yan Fang         |
| Árbitras asistentes | Kim Kyoung-min   |
| Cuarta árbitra      | Ri Hyang-ok      |
| VAR                 | Felix Zwayer     |
| Adicionales VAR     | Katrin Rafalski  |
| Adicionales VAR     | Sascha Stegemann |

| 13         | Guardameta     | Carly Telford      |     |
| 2          | Defensa        | Lucy Bronze        |     |
| 3          | Defensa        | Alex Greenwood     |     |
| 5          | Defensa        | Stephanie Houghton |     |
| 15         | Defensa        | Abbie McManus      |     |
| 8          | Centrocampista | Jill Scott         |     |
| 16         | Centrocampista | Jade Moore         |     |
| 7          | Delantero      | Nikita Parris      | 86' |
| 9          | Delantero      | Jodie Taylor       |     |
| 10         | Delantero      | Fran Kirby         | 88' |
| 22         | Delantero      | Beth Mead          | 80' |
| Entrenador | Entrenador     | Phil Neville       |     |

| 1          | Guardameta     | Vanina Correa        |     |
| 2          | Defensa        | Agustina Barroso     |     |
| 3          | Defensa        | Eliana Stabile       |     |
| 4          | Defensa        | Adriana Sachs        |     |
| 6          | Defensa        | Aldana Cometti       |     |
| 8          | Centrocampista | Ruth Bravo           |     |
| 10         | Centrocampista | Estefanía Banini     | 67' |
| 14         | Centrocampista | Miriam Mayorga       |     |
| 16         | Centrocampista | Lorena Benítez       | 76' |
| 9          | Delantero      | Soledad Jaimes       | 89' |
| 11         | Delantero      | Florencia Bonsegundo |     |
| Entrenador | Entrenador     | Carlos Borrello      |     |

| 19 | Centrocampista | Georgia Stanway | 80' |
| 17 | Defensa        | Rachel Daly     | 86' |
| 20 | Centrocampista | Karen Carney    | 88' |

| 19 | Centrocampista | Mariana Larroquette | 67' |
| 5  | Centrocampista | Vanesa Santana      | 76' |
| 7  | Centrocampista | Yael Oviedo         | 89' |

| Anotado | 61' | Jodie Taylor | 1:0 |

| Amonestado | 45+1' | Jade Moore |

| Amonestado | 38' | Aldana Cometti   |
| Amonestado | 68' | Agustina Barroso |

| Árbitra             | Qin Liang        |
| Árbitras asistentes | Yan Fang         |
| Árbitras asistentes | Kim Kyoung-min   |
| Cuarta árbitra      | Ri Hyang-ok      |
| VAR                 | Felix Zwayer     |
| Adicionales VAR     | Katrin Rafalski  |
| Adicionales VAR     | Sascha Stegemann |

| Estadísticas      | Bandera de Inglaterra | Bandera de Argentina |
| Tiros             | 17                    | 2                    |
| Tiros a puerta    | 7                     | 1                    |
| Faltas            | 10                    | 10                   |
| Saques de esquina | 7                     | 0                    |
| Penaltis          | 1 (0)                 | 0                    |
| Fueras de juego   | 3                     | 2                    |
| Posesión de balón | 76%                   | 24%                  |

#### Escocia vs. Argentina
| 19 de junio, 21:00 | Escocia                                 | 3:3 (1:0) | Argentina                                                     | Parque de los Príncipes, París                                               |                                                                              |
|                    | Little 18' · Beattie 48' · Cuthbert 68' | Reporte   | Menéndez 73' · Alexander 78' (a.g.) · Bonsegundo 90+3' (pen.) | Asistencia: 28 205 espectadores Árbitro(s): Ri Hyang-ok VAR: Bastian Dankert | Asistencia: 28 205 espectadores Árbitro(s): Ri Hyang-ok VAR: Bastian Dankert |

| 1           | Guardameta     | Lee Alexander    |     |
| 2           | Defensa        | Kirsty Smith     | 85' |
| 3           | Defensa        | Nicola Docherty  |     |
| 4           | Defensa        | Rachel Corsie    |     |
| 5           | Defensa        | Jennifer Beattie |     |
| 8           | Centrocampista | Kim Little       |     |
| 9           | Centrocampista | Caroline Weir    |     |
| 10          | Centrocampista | Leanne Crichton  |     |
| 11          | Delantero      | Lisa Evans       | 85' |
| 18          | Delantero      | Claire Emslie    |     |
| 22          | Delantero      | Erin Cuthbert    |     |
| Entrenadora | Entrenadora    | Shelley Kerr     |     |

| 1          | Guardameta     | Vanina Correa        |     |
| 2          | Defensa        | Agustina Barroso     |     |
| 3          | Defensa        | Eliana Stabile       |     |
| 6          | Defensa        | Aldana Cometti       |     |
| 5          | Centrocampista | Vanesa Santana       | 81' |
| 8          | Centrocampista | Ruth Bravo           |     |
| 10         | Centrocampista | Estefanía Banini     | 59' |
| 16         | Centrocampista | Lorena Benítez       |     |
| 9          | Delantero      | Soledad Jaimes       | 69' |
| 11         | Delantero      | Florencia Bonsegundo |     |
| 19         | Delantero      | Mariana Larroquette  |     |
| Entrenador | Entrenador     | Carlos Borrello      |     |

| 15 | Defensa   | Sophie Howard | 85' |
| 20 | Delantero | Fiona Brown   | 85' |

| 22 | Delantero      | Milagros Menéndez | 59' |
| 20 | Centrocampista | Dalila Ippolito   | 69' |
| 14 | Centrocampista | Miriam Mayorga    | 81' |

| Anotado | 18' | Kim Little       | 1:0 |
| Anotado | 48' | Jennifer Beattie | 2:0 |
| Anotado | 68' | Erin Cuthbert    | 3:0 |

| Anotado           | 73'   | Milagros Menéndez    | 3:1 |
| Anotado · Autogol | 78'   | Lee Alexander        | 3:2 |
| Anotado · Penal   | 90+3' | Florencia Bonsegundo | 3:3 |

| Amonestado | 84'   | Erin Cuthbert |
| Amonestado | 85'   | Caroline Weir |
| Amonestado | 90+2' | Lee Alexander |

| Amonestado | 74' | Mariana Larroquette |

| Árbitra             | Ri Hyang-ok     |
| Árbitras asistentes | Hong Kum-nyo    |
| Árbitras asistentes | Kim Kyoung-min  |
| Cuarta árbitra      | Lidya Tafesse   |
| VAR                 | Bastian Dankert |
| Adicionales VAR     | Drew Fischer    |
| Adicionales VAR     | Katrin Rafalski |

| 1           | Guardameta     | Lee Alexander    |     |
| 2           | Defensa        | Kirsty Smith     | 85' |
| 3           | Defensa        | Nicola Docherty  |     |
| 4           | Defensa        | Rachel Corsie    |     |
| 5           | Defensa        | Jennifer Beattie |     |
| 8           | Centrocampista | Kim Little       |     |
| 9           | Centrocampista | Caroline Weir    |     |
| 10          | Centrocampista | Leanne Crichton  |     |
| 11          | Delantero      | Lisa Evans       | 85' |
| 18          | Delantero      | Claire Emslie    |     |
| 22          | Delantero      | Erin Cuthbert    |     |
| Entrenadora | Entrenadora    | Shelley Kerr     |     |

| 1          | Guardameta     | Vanina Correa        |     |
| 2          | Defensa        | Agustina Barroso     |     |
| 3          | Defensa        | Eliana Stabile       |     |
| 6          | Defensa        | Aldana Cometti       |     |
| 5          | Centrocampista | Vanesa Santana       | 81' |
| 8          | Centrocampista | Ruth Bravo           |     |
| 10         | Centrocampista | Estefanía Banini     | 59' |
| 16         | Centrocampista | Lorena Benítez       |     |
| 9          | Delantero      | Soledad Jaimes       | 69' |
| 11         | Delantero      | Florencia Bonsegundo |     |
| 19         | Delantero      | Mariana Larroquette  |     |
| Entrenador | Entrenador     | Carlos Borrello      |     |

| 15 | Defensa   | Sophie Howard | 85' |
| 20 | Delantero | Fiona Brown   | 85' |

| 22 | Delantero      | Milagros Menéndez | 59' |
| 20 | Centrocampista | Dalila Ippolito   | 69' |
| 14 | Centrocampista | Miriam Mayorga    | 81' |

| Anotado | 18' | Kim Little       | 1:0 |
| Anotado | 48' | Jennifer Beattie | 2:0 |
| Anotado | 68' | Erin Cuthbert    | 3:0 |

| Anotado           | 73'   | Milagros Menéndez    | 3:1 |
| Anotado · Autogol | 78'   | Lee Alexander        | 3:2 |
| Anotado · Penal   | 90+3' | Florencia Bonsegundo | 3:3 |

| Amonestado | 84'   | Erin Cuthbert |
| Amonestado | 85'   | Caroline Weir |
| Amonestado | 90+2' | Lee Alexander |

| Amonestado | 74' | Mariana Larroquette |

| Árbitra             | Ri Hyang-ok     |
| Árbitras asistentes | Hong Kum-nyo    |
| Árbitras asistentes | Kim Kyoung-min  |
| Cuarta árbitra      | Lidya Tafesse   |
| VAR                 | Bastian Dankert |
| Adicionales VAR     | Drew Fischer    |
| Adicionales VAR     | Katrin Rafalski |

| Estadísticas      | Bandera de Escocia | Bandera de Argentina |
| Tiros             | 11                 | 11                   |
| Tiros a puerta    | 6                  | 5                    |
| Faltas            | 15                 | 12                   |
| Saques de esquina | 5                  | 1                    |
| Penaltis          | 0                  | 1 (1)                |
| Fueras de juego   | 0                  | 4                    |
| Posesión de balón | 51%                | 49%                  |

## Estadísticas

### Goleadoras
Francia 2019 fue el primer campeonato mundial en el que el equipo femenino de Argentina logró sumar puntos tras haber anotado tres goles, estos fueron anotados por Milagros Menéndez, Florencia Bonsegundo; y el restante fue anotado en contra por la arquera escocesa, Lee Alexander.
| #     | Jugadora             | Anotado | PJ | Prom. | Jugada | Cabeza | Tiro libre | Penal |
| ----- | -------------------- | ------- | -- | ----- | ------ | ------ | ---------- | ----- |
| 1     | Milagros Menéndez    | 1       | 1  | 1     | 1      | 0      | 0          | 0     |
|       | Florencia Bonsegundo | 1       | 3  | 0.33  | 0      | 0      | 0          | 1     |
|       | En propia puerta     | 1       | 3  | 0.33  | 0      | 0      | 0          | 0     |
| Total | Total                | 3       | 3  | 1     | 1      | 0      | 0          | 1     |

### Asistencias
Dalila Ippolito asistió el gol de Menéndez ante Escocia, para descontar 3 a 1. Siendo la primera asistencia de la selección nacional argentina en mundiales femeninos.
| #     | Jugadora        | Asistencia | Jugada | Cabeza | Tiro libre | Saque de esquina |
| ----- | --------------- | ---------- | ------ | ------ | ---------- | ---------------- |
| 1     | Dalila Ippolito | 1          | 1      | 0      | 0          | 0                |
| Total | Total           | 1          | 1      | 0      | 0          | 0                |

### Tarjetas disciplinarias
| #     | Jugador             | Amonestado | Otorgado · Expulsado | Expulsado | Sanción |
| ----- | ------------------- | ---------- | -------------------- | --------- | ------- |
| 1     | Agustina Barroso    | 1          | 0                    | 0         |         |
|       | Aldana Cometti      | 1          | 0                    | 0         |         |
|       | Mariana Larroquette | 1          | 0                    | 0         |         |
| Total | Total               | 3          | 0                    | 0         |         |